# Székely Júlia (zongoraművész)
Székely Júlia, Staud Gézáné (Budapest, Józsefváros, 1906. május 8. – Budapest, 1986. március 19.) író, zongoraművész, tanár.

## Élete
Székely (Schwarcz) János magánhivatalnok és Freund Borbála lánya. A budapesti Nemzeti Zenede Egyesületben Szatmári Tibornál tanult zongorázni, később Kodály Zoltánnál folytatta tanulmányait, majd 1934-ben szerezte meg zongoratanári diplomáját mint Bartók Béla növendéke. Egyidejűleg elvégzett egy rendezői tanfolyamot is Országos Magyar Királyi Színművészeti Akadémián. Zongoraművészként 1929-ben Bécsben lépett fel először. Bemutatkozó színdarabja a Nóra leányai címmel a budapesti Nemzeti Kamara Színházban került bemutatásra 1938. április 28-án Bajor Gizi rendezésében. 1945-től 1948-ig a Színház című lap kritikusa volt, 1952 és 1968 között a pécsi Tanárképző Főiskolán énektanárképzéssel foglalkozott, később adjunktus lett, majd pedig docens. Irodalmi tevékenysége jelentős volt. Nagy sikernek bizonyult A repülő egér című regénye (Budapest, 1939). Bartók Béla tanítási módszerét cikkekben és rádióelőadásokban idézte fel, több átiratot is készített Bartók műveiből. A Magyar Rádiónak és a Magyar Televíziónak írt hangjátékokat, zenész-életrajzokat, valamint televíziós játékokat.
Házastársa Staud Géza volt, akihez 1931. július 18-án Budapesten, a Józsefvárosban ment nőül.

## Művei
- A repülő egér (regény, Budapest, 1939)
- Bűnügy (regény, Budapest, 1941)
- Ágytól és asztaltól (regény, Budapest, 1943)
- Boszorkány-konyha (regény, Budapest, 1947)
- Muzsikusok (regény, Budapest, 1950)
- Bartók tanár úr (visszaemlékezés, Budapest, 1957)
- A halhatatlan kedves (regény Beethovenről, Budapest, 1961)
- Vándorévek (regény Liszt Ferenc életéről, Budapest, 1962)
- Elindultam szép hazámból (regény Bartók Béla életéről, Budapest, 1965) Online elérhetőség
- Schubertiada (regény, 1968)
- Chopin Párizsban (regény, Budapest, 1969)
- Az ötödik parancsolat (ifjúsági regény, 1970)
- A magyar Orfeusz (Lavotta és Csokonai életregénye, Budapest, 1973)
- A magányosság iskolája (regény, Budapest, 1975)
- Valahol háború is van – Nagyapám tévedett (kisregények, Budapest, 1982)
- Áldott magányosság (A magányosság iskolája folytatása, Budapest, 1986)